# Чжан Дешан
Чжан Дешан (нар. 23 серпня 1978) — китайська веслувальниця, бронзова призерка Олімпійських ігор 2020 року.

## Виступи на Олімпіадах
| Олімпіада  | Дисципліна | Місце |
| ---------- | ---------- | ----- |
| Пекін 2008 | вісімки    | 8     |
| Токіо 2020 | вісімки    | 3     |